# Dieter Flader
Dieter Flader (* 1. April 1944 in Danzig) ist ein deutscher Kommunikationswissenschaftler und Hochschullehrer.

## Leben
Nach seiner Reifeprüfung 1964 in Hamburg studierte Dieter Flader von 1965 bis 1973 Germanistik, Allgemeine Sprachwissenschaft und Philosophie an der Universität Hamburg. 1973 promovierte er dort bei Dieter Möhn. Nach der Promotion („Strategien der Werbung. Ein linguistisch-psychoanalytischer Versuch zur Rekonstruktion der Werbewirkung“) arbeitete er von 1974 bis 1984 als wissenschaftlicher Assistent an der Universität Essen und habilitierte sich 1979 an dieser Universität. Seit 1985 lehrt er als Privatdozent, seit 1996 als außerplanmäßiger Professor für Linguistik an der FU Berlin am Institut für Deutsche und Niederländische Philologie.
Von 1996 bis 2001 war er Gastdozent an der Graduate School for Social Research der Polska Akademia Nauk und von 2002 bis 2007 war er Professor am Institut für angewandte Linguistik an der Universität Warschau.

## Publikationen (Auswahl)
- Strategien der Werbung. Ein linguistisch-psychoanalytischer Versuch zur Rekonstruktion der Werbewirkung. Kronberg im Taunus 1976, ISBN 3-589-20019-7.
- Psychoanalyse im Fokus von Handeln und Sprache. Vorschläge für eine handlungstheoretische Revision und Weiterentwicklung von Theoriemodellen Freuds. Frankfurt am Main 1995, ISBN 3-518-28799-0.
- als Herausgeber mit Sigrun Comati: Kulturschock. Interkulturelle Handlungskonflikte westlicher Unternehmen in Mittelost- und Südosteuropa. Eine Untersuchung an den Beispielen von Polen, Rumänien und Bulgarien. Wiesbaden 2008, ISBN 978-3-531-16078-8.
- Vom Mobbing bis zur Klimadebatte. Wie das Unbewusste soziales Handeln bestimmt. Ein Beitrag zu einer psychoanalytischen Kulturkritik. Gießen 2016, ISBN 3-8379-2506-4.